# Sankt-Georgen-Hospital zu Bernau
Das Sankt-Georgen-Hospital zu Bernau ist ein ehemaliges christliches Krankenhaus in Bernau bei Berlin, zu dem eine ältere Kapelle, der Krankenhausbau und ein Wohnhaus für die Angestellten gehört. Die Anlage entstand zu Beginn des 14. Jahrhunderts als Stiftung einer Bernauer Handwerker-Gilde zur Versorgung der Pestkranken vor dem Mühlentor. Später diente es als Herberge für Durchreisende und als Altenheim für Mitglieder der Handwerkerfamilien. Das Hospital mit Nebengebäuden befindet sich an der Mühlenstraße / Jahnstraße / Lohmühlenstraße. Im 21. Jahrhundert wird es durch karitative Einrichtungen weiter genutzt, behielt aber seinen historischen Namen. Die Stiftung Sankt-Georgen-Hospital zu Bernau gilt als die älteste Stiftung im Land Brandenburg.

## Geschichte
Die Bernauer Tuchmacher und Gewandschneider, „[…] welche in den alten Zeiten eine zahlreiche und wohlhabende Gilde allhier gehabt haben“, ließen damals vor dem Mühlentor außerhalb der Stadt auf einem von ihnen erworbenen Grundstück bis zum Jahr 1328 eine kleine Kirche und ein Hospital vorrangig für die Unterbringung und Pflege von Pestkranken errichten. Das Ensemble erhielt seinen Namen nach dem heiligen Georg, dem Drachentöter. Man umgab es mit einer hohen Backsteinmauer. – Nach Überwindung der Seuchen diente das Haus als Unterkunft für Handelsreisende und als Altersheim. 1432 zerstörten die Hussiten sowohl das Hospital als auch die Kapelle. Die Hospitalkapelle wurde mit frischem Geld der Bernauer Gildemeister Mitte des 15. Jahrhunderts im gotischen Backsteinstil wiedererrichtet. Dazu bestimmten sie 1466, dass „nur eine in [ihrer] Gilde oder in ihrem Gewerke geborene Person Priester bei der St. Georgen-Capelle werden und die Einkünfte derselben erheben kann, dafür aber verpflichtet sein soll, des Sonntags die Messe zu bestellen, Wasser und Salz zu segnen […] und in Bernau zu wohnen“. Ende des 17. Jahrhunderts nutzten die aus Frankreich vertriebenen und in Bernau angesiedelten Hugenotten das Kirchlein als Gebetshaus. Nach einigen Reparaturen erhielt die Kapelle 1872 ihre heutige Form. In den Jahren 2003 bis 2009 konnte das Kirchengebäude außen und innen umfassend saniert werden. – Das jetzige Hospitalgebäude wurde im Jahre 1738 als Fachwerkhaus errichtet. Es erhielt 1809 eine massive Giebelwand, wie aus einer entsprechenden Jahreszahl am Giebel hervorgeht. Zwischen 2002 und 2005 wurde es ebenfalls saniert.

## St.-Georgen-Kapelle

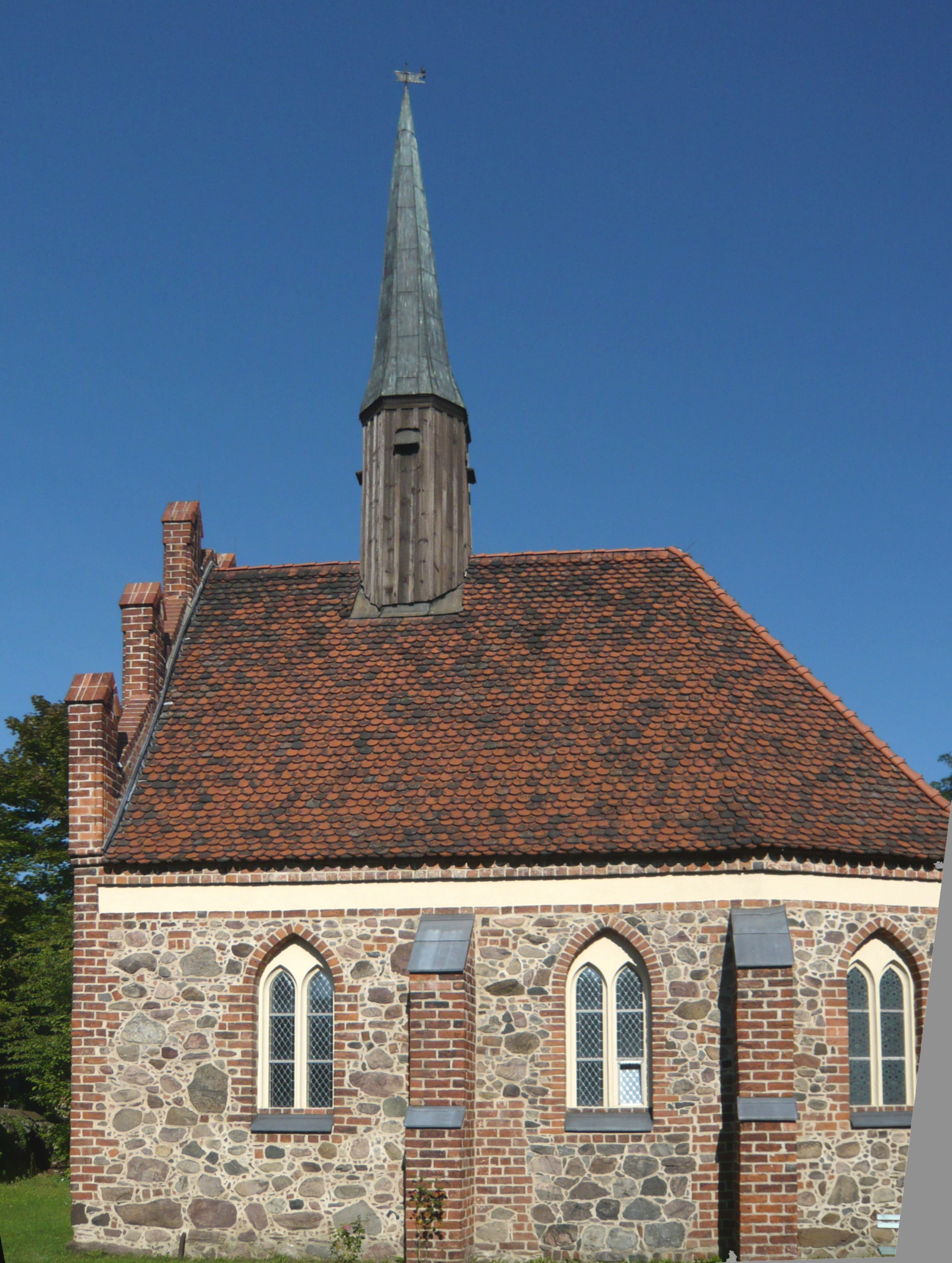
Blick auf die Kapelle

Die im 15. Jahrhundert am alten Standort wieder errichtete Kapelle ist ein einschiffiges, zweijochig gewölbtes sowohl aus Feldsteinen als auch aus Backsteinen gemauertes Gebäude. Die frühgotischen Architekturelemente sind an dem einfachen Strebewerk und an den Ziergiebeln mit Fialen und Spitzbogenblenden zu erkennen. Das Bauwerk ist mit einem steilen Satteldach abgeschlossen, auf dem als Dachreiter ein Glockenturm sitzt. Die darin eingebaute Bronzeglocke wurde 1659 gegossen. 
Anfänglich gab es zwei Eingänge, von denen der südliche bei späteren Reparaturen und Sanierungsmaßnahmen zugemauert wurde. Eine Chronik gibt an, dass im Jahr 1872 größere Umbauten erfolgten, bei denen im Kircheninneren die „[…] vorhanden gewesene hölzerne Empore weggenommen, […] Bänke, Kanzel, Altar neu hergestellt“ wurden. 
Bei den zu Beginn des 21. Jahrhunderts durchgeführten Restaurierungsarbeiten konnte die Farbgebung des Kirchenschiffes analog den Ausgestaltungen des Jahres 1872 wiederhergestellt werden. Dabei fanden die Experten auch ältere Darstellungen (Farben und Formen) auf einigen Teilflächen, die freigelegt wurden. 

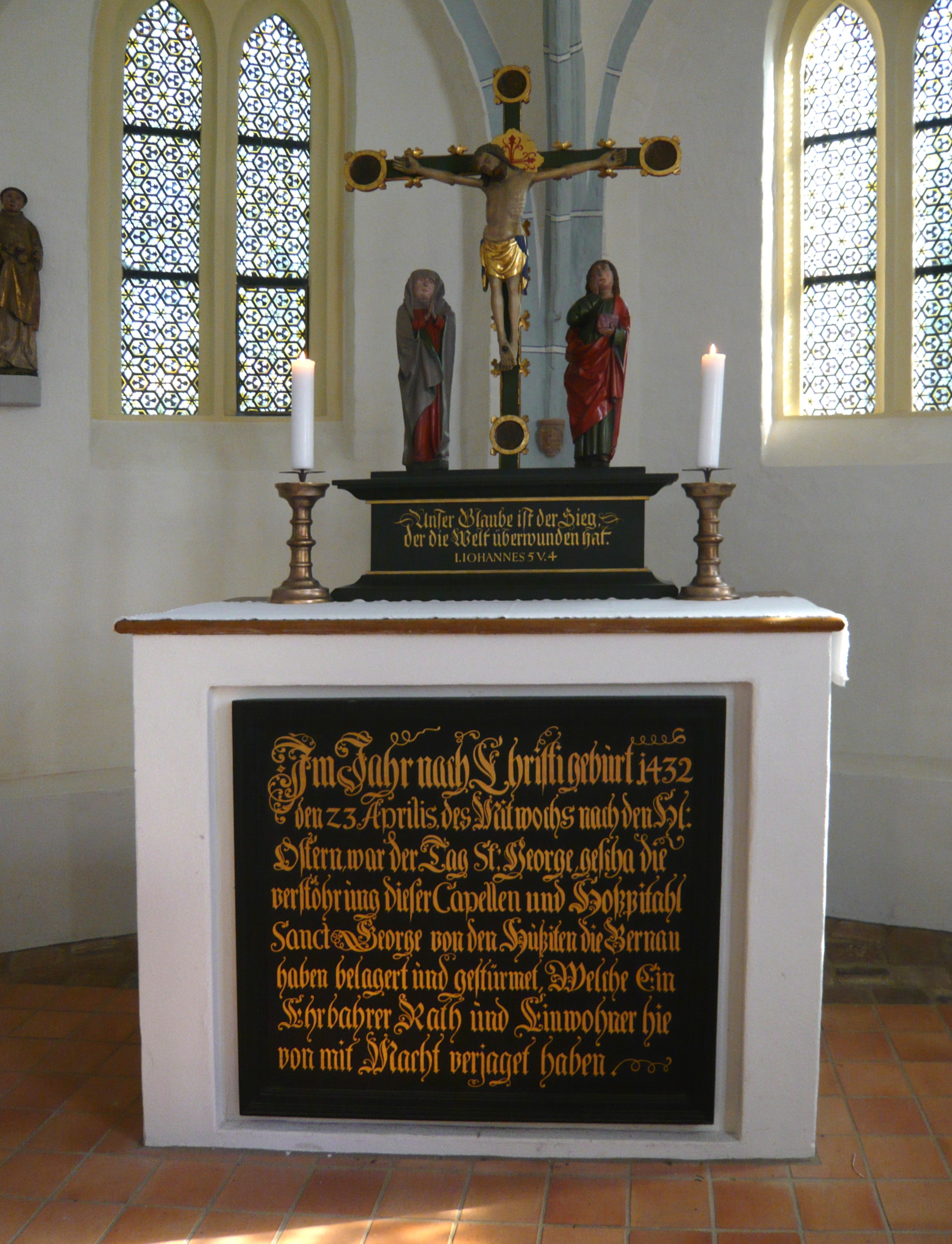
Altar

Im rechteckigen Ostchor der Kapelle befindet sich der Altar mit einer geschnitzten Kreuzigungsgruppe. An der Altarfront ist eine Gedächtnistafel angebracht mit folgender Inschrift: 

„Im Jahr nach Christi Geburt 1432 den 23 Aprilis, des Mitwochs nach den Hl:Ostern war der Tag St. George, gescha die zerstöhrung dieser Capellen und Hoßpitahl Sanct George von den Hussiten die Bernau haben belagert und gestürmet, Welche ein Ehrbahrer Rath und Einwohner hie von mit Macht verjaget haben.“

Die Kerzenständer auf dem Altartisch sind Kopien der ältesten in der Stadt Bernau verwendeten Leuchter. 
Links und rechts vom Altar stehen auf Wandpodesten die Figuren des heiligen Stephanus und der heiligen Margarethe. Beide werden auf etwa 1500 datiert. Die Chorfenster sind mit farbigen Ornamenten geschmückt, der Schlussstein im Kirchenschiff enthält ein Relief mit der Darstellung Georgs beim Kampf mit dem Drachen.

## Nutzung
Heute gehört die Anlage zu den Hoffnungstaler Anstalten, die hier eine Beratungsstelle für Suchtkranke eingerichtet haben. Auch die Caritas hat ihren Bernauer Sitz im St.-Georgen-Hospital. Die Kapelle und das Hospital unterstehen der Sankt-Georgen-Stiftung, deren Zweck „die gemeinnützige und selbstlose Förderung der Altenhilfe, des Gesundheits- und Wohlfahrtwesens und die Unterhaltung der Sankt-Georgen-Hospitalkapelle als kulturhistorisches Denkmal, Kulturstätte und Gotteshaus“ ist.
Eine regelmäßige Nutzung erfährt die Kapelle durch die Konzerte zur Nacht, die freitags zwischen Mai und September stattfinden.